# جوليان ديسرواسير
جوليان ديسرواسير هو لاعب هوكي الجليد كندي، ولد في 14 أكتوبر 1980 في Saint-Anaclet-de-Lessard ‏ في كندا.

## وصلات خارجية
- جوليان ديسرواسير على موقع EliteProspects.com (الإنجليزية)
- جوليان ديسرواسير على موقع Eurohockey.com (الإنجليزية)
- جوليان ديسرواسير على موقع HockeyDB.com (الإنجليزية)